# 20m2
20m² (wcześniej 20m² Łukasza, nazywane także 20m² talk-show) – polski internetowy talk-show, prowadzony przez Łukasza Jakóbiaka i emitowany w latach 2012–2020 na kanale dziennikarza w serwisie YouTube. Gośćmi programu były osoby z show-biznesu, kultury, sztuki czy świata sportu. Niemal wszystkie odcinki programu nagrywane były za pomocą trzech smartfonów w wynajmowanej kawalerce.
W grudniu 2018 podczas trwania 6. serii programu twórca audycji Łukasz Jakóbiak poinformował, że wywiady nie zawsze będą ukazywać się na portalu YouTube w cyklu cotygodniowym. Było to spowodowane – jak sam podkreślił – dbałością o jakość programu, lepszy dobór gości i przekaz jak najwartościowszych treści.
24 lipca 2020 Jakóbiak w nagraniu umieszczonym w serwisie YouTube pożegnał się z widzami i przekazał, że kończy tworzenie programu. Poinformował też, że zostały nagrane jeszcze trzy ostatnie odcinki specjalne, które udostępnił w płatnym serwisie jakobiakvod.pl.

## Lista odcinków programu

### Seria pierwsza
Lista odcinków programu wraz z datami ukazania się na oficjalnym kanale serwisu YouTube.
| #                 | Data premiery        | Gość                              |
| ----------------- | -------------------- | --------------------------------- |
| SERIA PIERWSZA    |                      |                                   |
| 1                 | 12 maja 2012         | Tomasz Jacyków                    |
| 2                 | 19 maja 2012         | Ilona Felicjańska                 |
| 3                 | 26 maja 2012         | Madox                             |
| 4                 | 2 czerwca 2012       | Natalia Lesz                      |
| 5                 | 9 czerwca 2012       | Patricia Kazadi                   |
| 6                 | 16 czerwca 2012      | Aleksandra Kwaśniewska            |
| 7                 | 23 czerwca 2012      | Krzysztof Rutkowski               |
| 8                 | 30 czerwca 2012      | Krzysztof Włodarczyk              |
| 9                 | 7 lipca 2012         | Michał Urbaniak                   |
| 10                | 14 lipca 2012        | Ewa Minge                         |
| 11                | 21 lipca 2012        | Izabela Kuna                      |
| 12                | 28 lipca 2012        | Anna Guzik                        |
| 13                | 4 sierpnia 2012      | Iwona Węgrowska                   |
| 14                | 11 sierpnia 2012     | Mikołaj Komar                     |
| 15                | 18 sierpnia 2012     | Piotr Najsztub                    |
| 16                | 25 sierpnia 2012     | Marta Wiśniewska                  |
| 17                | 1 września 2012      | Magdalena Schejbal                |
| 18                | 8 września 2012      | Krystyna Mazurówna                |
| 19                | 15 września 2012     | Hanna Bakuła                      |
| 20                | 22 września 2012     | Robert Kozyra                     |
| 21                | 29 września 2012     | Daria Widawska                    |
| 22                | 6 października 2012  | Dariusz Michalczewski             |
| 23                | 13 października 2012 | Natalia Siwiec                    |
| 24                | 20 października 2012 | Dorota Wellman                    |
| 25                | 27 października 2012 | Ryszard Kalisz                    |
| 26                | 3 listopada 2012     | Anita Lipnicka                    |
| 27                | 10 listopada 2012    | Maria Czubaszek                   |
| 28                | 17 listopada 2012    | Zbigniew Łuczyński i Tomasz Kubat |
| 29                | 24 listopada 2012    | Maciej Stuhr                      |
| 30                | 1 grudnia 2012       | Joanna Heidtman                   |
| 31                | 8 grudnia 2012       | Adam Darski                       |
| 32                | 15 grudnia 2012      | Krystyna Janda                    |
| 33                | 22 grudnia 2012      | Dorota „Doda” Rabczewska          |
| 34                | 29 grudnia 2012      | Honorata Skarbek                  |
| 35                | 5 stycznia 2013      | Bogusław Kaczyński                |
| 36                | 12 stycznia 2013     | Jolanta Fraszyńska                |
| 37                | 19 stycznia 2013     | Robert Gawliński                  |
| 38                | 27 stycznia 2013     | Michał Piróg                      |
| 39                | 2 lutego 2013        | Gosia Andrzejewicz                |
| 40                | 9 lutego 2013        | Joanna Senyszyn                   |
| 41                | 16 lutego 2013       | Małgorzata Ostrowska              |
| 42                | 23 lutego 2013       | Piotr Cyrwus                      |
| 43                | 2 marca 2013         | Elżbieta Zapendowska              |
| 44                | 9 marca 2013         | Przemysław Saleta                 |
| 45                | 16 marca 2013        | Krystyna Kofta                    |
| Odcinek przerwany | 25 marca 2013        | Sara May                          |

### Seria druga
| #                 | Data premiery                     | Gość                       |
| ----------------- | --------------------------------- | -------------------------- |
| SERIA DRUGA       |                                   |                            |
| 46                | 6 kwietnia 2013                   | Justyna Steczkowska        |
| 47                | 13 kwietnia 2013                  | Anna Wyszkoni              |
| 48                | 20 kwietnia 2013                  | Maciej Orłoś               |
| 49                | 27 kwietnia 2013                  | Magda Gessler              |
| 50                | 4 maja 2013                       | Katarzyna Groniec          |
| 51                | 11 maja 2013                      | Anna Grodzka               |
| 52                | 18 maja 2013                      | Zbigniew Lew-Starowicz     |
| 53                | 25 maja 2013                      | Maciej Musiał              |
| 54                | 1 czerwca 2013                    | Mela Koteluk               |
| 55                | 8 czerwca 2013                    | Isaiah Mustafa             |
| 56                | 15 czerwca 2013                   | Julia Kuczyńska            |
| 57                | 22 czerwca 2013                   | Wiesław Godzic             |
| 58                | 29 czerwca 2013                   | Bilguun Ariunbaatar        |
| 59                | 7 czerwca 2013                    | Agnieszka Holland          |
| 60                | 14 czerwca 2013                   | Kamil Durczok              |
| 61                | 21 lipca 2013                     | Radosław Liszewski         |
| 62                | 23 lipca 2013                     | Andrzej Grabowski          |
| 63                | 3 sierpnia 2013                   | Jarosław Kuźniar           |
| 64                | 10 sierpnia 2013                  | Wojciech Szczęsny          |
| 65                | 17 sierpnia 2013                  | Karol Strasburger          |
| 66                | 24 sierpnia 2013                  | Artur Andrus               |
| 67                | 31 sierpnia 2013                  | Igor Herbut                |
| 68                | 7 września 2013                   | Natalia Przybysz           |
| 69                | 14 września 2013                  | Rafał Brzozowski           |
| 70                | 21 września 2013                  | Olivier Janiak             |
| 71                | 28 września 2013                  | The Dumplings              |
| 72                | 5 października 2013               | Dawid Podsiadło            |
| 73                | 12 października 2013              | Szczepan Twardoch          |
| 74                | 19 października 2013              | Marcin Daniec              |
| 75                | 26 października 2013              | Abstrachuje.TV             |
| 76                | 2 listopada 2013                  | Natalia Niemen             |
| 77                | 9 listopada 2013                  | Agnieszka Szulim           |
| 78                | 16 listopada 2013                 | Ewa Farna                  |
| 79                | 23 listopada 2013                 | Julia Hartwig              |
| 80                | 30 listopada 2013                 | Michał Wiśniewski          |
| Odcinek specjalny | 6 grudnia 2013                    | Alan                       |
| 81                | 7 grudnia 2013                    | Małgorzata Walewska        |
| 82                | 14 grudnia 2013                   | Dawid Kwiatkowski          |
| 83                | 21 grudnia 2013                   | Czesław Mozil              |
| 84                | 28 grudnia 2013                   | Urszula Dudziak            |
| 85                | 4 stycznia 2014                   | Cezary Pazura              |
| 86                | 11 stycznia 2014                  | Jerzy Owsiak               |
| 87                | 18 stycznia 2014                  | Paranienormalni            |
| 88                | 25 stycznia 2014                  | Michał Bajor               |
| 89                | 1 lutego 2014                     | Paweł Kowalczyk            |
| 90                | 8 lutego 2014                     | Maria Peszek               |
| 91                | 15 lutego 2014                    | Mateusz Grzesiak           |
| 92                | 22 lutego 2014                    | Borys Szyc                 |
| 93                | 1 marca 2014                      | Katarzyna Bujakiewicz      |
| 94                | 8 marca 2014                      | Sylwester Wardęga          |
| 95                | 15 marca 2014                     | Maria Sadowska             |
| 96                | 22 marca 2014                     | Dawid Woliński             |
| 97                | 29 marca 2014                     | Krzysztof Materna          |
| 98                | 5 kwietnia 2014                   | Janusz Korwin-Mikke        |
| 99                | 12 kwietnia 2014                  | Katarzyna Figura           |
| 100               | 16 kwietnia 2014 19 kwietnia 2014 | Edyta Górniak (3 części)   |
| 101               | 26 kwietnia 2014                  | Jack Canfield              |
| 102               | 3 maja 2014                       | Marek Hoffmann             |
| 103               | 11 maja 2014                      | Peja                       |
| 104               | 18 maja 2014                      | Danuta Hübner              |
| 105               | 25 maja 2014                      | Michał Witkowski           |
| 106               | 1 czerwca 2014                    | Radosław Szymaniak         |
| 107               | 8 czerwca 2014                    | Michał Żebrowski           |
| 108               | 15 czerwca 2014                   | Janusz Panasewicz          |
| 109               | 22 czerwca 2014                   | Jessica Mercedes Kirschner |
| 110               | 29 czerwca 2014                   | Natasza Urbańska           |
| 111               | 6 lipca 2014                      | Grażyna Wolszczak          |
| 112               | 13 lipca 2014                     | Artur Rojek                |
| 113               | 20 lipca 2014                     | Marta Żmuda Trzebiatowska  |
| 114               | 27 lipca 2014                     | Paweł Deląg                |
| 115               | 31 lipca 2014 3 sierpnia 2014     | Adam Jarczyński            |
| 116               | 10 sierpnia 2014                  | Ewa Błaszczyk              |

### Seria trzecia
| #             | Data premiery        | Gość                                                |
| ------------- | -------------------- | --------------------------------------------------- |
| SERIA TRZECIA |                      |                                                     |
| 117           | 31 sierpnia 2014     | Radosław Kotarski                                   |
| 118           | 7 września 2014      | Halina Mlynkova                                     |
| 119           | 14 września 2014     | Abelard Giza                                        |
| 120           | 21 września 2014     | Mateusz Lendzioszek                                 |
| 121           | 28 września 2014     | Jakub Rzeźniczak                                    |
| 122           | 5 października 2014  | Krzysztof Ignaczak                                  |
| 123           | 12 października 2014 | Dynamo                                              |
| 124           | 19 października 2014 | Renata Przemyk                                      |
| 125           | 26 października 2014 | Łukasz Milewski                                     |
| 126           | 2 listopada 2014     | Joanna Brodzik, Daria Widawska i Małgorzata Lipmann |
| 127           | 9 listopada 2014     | Marcin Meller                                       |
| 128           | 16 listopada 2014    | Donatan i Cleo                                      |
| 129           | 23 listopada 2014    | Maria Rotkiel                                       |
| 130           | 30 listopada 2014    | Arkadiusz Jakubik                                   |
| 131           | 7 grudnia 2014       | Kamila Szczawińska                                  |
| 132           | 14 grudnia 2014      | Margaret                                            |
| 133           | 21 grudnia 2014      | Grzegorz Hyży                                       |
| 134           | 25 grudnia 2014      | Aleksandra Kurzak                                   |
| 135           | 28 grudnia 2014      | Stuart Edge                                         |
| 136           | 4 stycznia 2015      | Marika                                              |
| 137           | 11 stycznia 2015     | Ewelina Lisowska                                    |
| 138           | 18 stycznia 2015     | Furious Pete                                        |
| 139           | 25 stycznia 2015     | Artur Wachowicz i Anna Sajecka                      |
| 140           | 1 lutego 2015        | Lekko Stronniczy                                    |
| 141           | 8 lutego 2015        | Zbigniew Wodecki                                    |
| 142           | 15 lutego 2015       | Barbara Kurdej-Szatan                               |
| 143           | 22 lutego 2015       | Tomasz Kammel                                       |
| 144           | 1 marca 2015         | Fritz Kalkbrenner                                   |
| 145           | 8 marca 2015         | Krzysztof Hołowczyc                                 |
| 146           | 15 marca 2015        | Beata Pawlikowska                                   |
| 147           | 22 marca 2015        | Jan Adam Kaczkowski                                 |
| 148           | 29 marca 2015        | Kasia Stankiewicz                                   |
| 149           | 5 kwietnia 2015      | Martin Stankiewicz                                  |
| 150           | 12 kwietnia 2015     | Bronisław Komorowski                                |
| 151           | 19 kwietnia 2015     | Ekskluzywny Menel                                   |
| 152           | 26 kwietnia 2015     | Joanna Horodyńska                                   |
| 153           | 3 maja 2015          | Anastacia                                           |
| 154           | 10 maja 2015         | Monika Kuszyńska                                    |
| 155           | 17 maja 2015         | Ben Collins                                         |
| 156           | 24 maja 2015         | Patrycja Markowska                                  |
| 157           | 31 maja 2015         | Jacek Borkowski                                     |
| 158           | 7 czerwca 2015       | Natalia Kukulska i Susie Wolff                      |
| 159           | 14 czerwca 2015      | Brian Tracy                                         |
| 160           | 21 czerwca 2015      | Felipe Massa i Valtteri Bottas                      |
| 161           | 28 czerwca 2015      | Jan Nowicki                                         |
| 162           | 5 lipca 2015         | Conchita Wurst                                      |
| 163           | 12 lipca 2015        | Agnieszka Kaczorowska i Grzegorz Hyży               |
| 164           | 19 lipca 2015        | Bar Refaeli                                         |
| 165           | 26 lipca 2015        | Stanisław Sojka                                     |
| 166           | 2 sierpnia 2015      | Z Dupy i Honorata Skarbek                           |
| 167           | 9 sierpnia 2015      | Ajgor Ignacy                                        |

### Seria czwarta
| #             | Data premiery        | Gość                                                                                  |
| ------------- | -------------------- | ------------------------------------------------------------------------------------- |
| SERIA CZWARTA |                      |                                                                                       |
| 168           | 23 sierpnia 2015     | Emily Ratajkowski, Zac Efron i Max Joseph                                             |
| 169           | 30 sierpnia 2015     | Bartłomiej Szczęśniak „Masochista”, „Mietczyński”                                     |
| 170           | 6 września 2015      | Sarcast                                                                               |
| 171           | 13 września 2015     | Make Life Harder                                                                      |
| 172           | 20 września 2015     | Sebastian Karpiel-Bułecka                                                             |
| 173           | 27 września 2015     | Paulina Mikuła                                                                        |
| 174           | 4 października 2015  | Anna Dymna                                                                            |
| 175           | 11 października 2015 | DJ Adamus                                                                             |
| 176           | 18 października 2015 | Sienna Miller i Bradley Cooper                                                        |
| 177           | 25 października 2015 | Osi Ugonoh                                                                            |
| 178           | 1 listopada 2015     | Rafał Maślak                                                                          |
| 179           | 8 listopada 2015     | Krzysztof Antkowiak                                                                   |
| 180           | 15 listopada 2015    | Kayah                                                                                 |
| 181           | 22 listopada 2015    | Michał Szpak                                                                          |
| 182           | 29 listopada 2015    | Rahim i Buka                                                                          |
| 183           | 6 grudnia 2015       | Andrzej Śmiech                                                                        |
| 184           | 13 grudnia 2015      | Szymon Hołownia                                                                       |
| 185           | 20 grudnia 2015      | Katarzyna Pakosińska                                                                  |
| 186           | 27 grudnia 2015      | Tomasz Knapik                                                                         |
| 187           | 3 stycznia 2016      | Andrzej Seweryn                                                                       |
| 188           | 10 stycznia 2016     | Maciej Krzeski                                                                        |
| 189           | 17 stycznia 2016     | Włodek Markowicz                                                                      |
| 190           | 24 stycznia 2016     | Grupa Filmowa Darwin                                                                  |
| 191           | 31 stycznia 2016     | Grzegorz Skawiński                                                                    |
| 192           | 7 lutego 2016        | Stuu                                                                                  |
| 193           | 14 lutego 2016       | Blue Café                                                                             |
| 194           | 21 lutego 2016       | Edyta Geppert                                                                         |
| 195           | 28 lutego 2016       | Marek Raczkowski                                                                      |
| 196           | 6 marca 2016         | Sound’n’Grace                                                                         |
| 197           | 13 marca 2016        | Naomi Watts, Octavia Spencer, Shailene Woodley, Zoë Kravitz, Theo James, Miles Teller |
| 198           | 20 marca 2016        | Ania Dąbrowska                                                                        |
| 199           | 27 marca 2016        | Marcin Prokop                                                                         |
| 200           | 3 kwietnia 2016      | Maryla Rodowicz                                                                       |
| 201           | 10 kwietnia 2016     | Varius Manx z Kasią Stankiewicz                                                       |
| 202           | 17 kwietnia 2016     | Hurts                                                                                 |
| 203           | 24 kwietnia 2016     | Krzysztof Krawczyk                                                                    |
| 204           | 1 maja 2016          | Karolina Korwin Piotrowska                                                            |
| 205           | 8 maja 2016          | Tomasz Oświeciński                                                                    |
| 206           | 15 maja 2016         | Omenaa Mensah                                                                         |
| 207           | 22 maja 2016         | Robert Rutkowski (część 1)                                                            |
| 208           | 29 maja 2016         | Robert Rutkowski (część 2)                                                            |
| 209           | 5 czerwca 2016       | Red Lipstick Monster                                                                  |
| 210           | 12 czerwca 2016      | Artur Gadowski                                                                        |
| 211           | 20 czerwca 2016      | Mary Komasa                                                                           |
| 212           | 26 czerwca 2016      | Natalia Siwiec                                                                        |
| 213           | 3 lipca 2016         | Reni Jusis                                                                            |
| 214           | 10 lipca 2016        | Julia Kuczyńska                                                                       |

### Seria piąta
| #                 | Data premiery        | Gość                                                                       |
| ----------------- | -------------------- | -------------------------------------------------------------------------- |
| SERIA PIĄTA       |                      |                                                                            |
| 215               | 31 lipca 2016        | Robert Biedroń                                                             |
| 216               | 7 sierpnia 2016      | Katarzyna Miller (część 1)                                                 |
| 217               | 14 sierpnia 2016     | Katarzyna Miller (część 2)                                                 |
| 218               | 21 sierpnia 2016     | Magic of Y                                                                 |
| 219               | 28 sierpnia 2016     | Tamara Gonzalez Perea                                                      |
| 220               | 4 września 2016      | Paweł Fajdek                                                               |
| 221               | 11 września 2016     | Tom Swoon                                                                  |
| 222               | 18 września 2016     | Joanna Przetakiewicz                                                       |
| 223               | 25 września 2016     | Jean-Claude Juncker                                                        |
| 224               | 2 października 2016  | Krzysztof Golonka                                                          |
| 225               | 9 października 2016  | Joanna Krupa                                                               |
| 226               | 16 października 2016 | Maciej Skrzątek                                                            |
| 227               | 23 października 2016 | Cleo                                                                       |
| 228               | 30 października 2016 | Krzysztof Cugowski, Wojciech Cugowski, Piotr Cugowski i Krzysztof Ignaczak |
| 229               | 6 listopada 2016     | Sophie Ellis-Bextor                                                        |
| 230               | 13 listopada 2016    | Jeleniejaja                                                                |
| 231               | 20 listopada 2016    | Krzysztof Gonciarz                                                         |
| 232               | 27 listopada 2016    | Mateusz Grędziński, Katarzyna Góras, Anna Karwan i Weronika Curyło         |
| 233               | 5 grudnia 2016       | Kamil Durczok                                                              |
| Odcinek specjalny | 6 grudnia 2016       | Alan                                                                       |
| 234               | 11 grudnia 2016      | Kabaret Ani Mru-Mru                                                        |
| 235               | 18 grudnia 2016      | Izabela Trojanowska                                                        |
| 236               | 25 grudnia 2016      | Virgin                                                                     |
| 237               | 1 stycznia 2017      | Dorota „Doda” Rabczewska                                                   |
| 238               | 8 stycznia 2017      | Mieczysław Szcześniak                                                      |
| 239               | 15 stycznia 2017     | Natalia Nykiel                                                             |
| 240               | 22 stycznia 2017     | Ewa Minge                                                                  |
| 241               | 29 stycznia 2017     | Paweł Domagała                                                             |
| 242               | 5 lutego 2017        | Cyber Marian                                                               |
| 243               | 12 lutego 2017       | Jacek Santorski (część 1)                                                  |
| 244               | 19 lutego 2017       | Jacek Santorski (część 2)                                                  |
| 245               | 26 lutego 2017       | Ilona Felicjańska                                                          |
| 246               | 12 marca 2017        | Piotr Stramowski                                                           |
| 247               | 19 marca 2017        | Robert Rozmus, Anna Sroka-Hryń i Paweł Mielewczyk                          |
| 248               | 26 marca 2017        | Hanna Lis                                                                  |
| 249               | 2 kwietnia 2017      | Anna Maria Jopek                                                           |
| 250               | 9 kwietnia 2017      | Robert Rutkowski (część 1)                                                 |
| 251               | 16 kwietnia 2017     | Robert Rutkowski (część 2)                                                 |
| 252               | 23 kwietnia 2017     | Ralph Kaminski                                                             |
| 253               | 30 kwietnia 2017     | Grażyna Łobaszewska                                                        |
| 254               | 7 maja 2017          | MajLo                                                                      |
| 255               | 14 maja 2017         | Joanna Jędrzejczyk                                                         |
| 256               | 21 maja 2017         | Leszek Balcerowicz                                                         |
| 257               | 28 maja 2017         | Grzegorz Hyży                                                              |
| 258               | 4 czerwca 2017       | Kasia Moś                                                                  |
| 259               | 11 czerwca 2017      | Cezary Pazura                                                              |
| 260               | 18 czerwca 2017      | Igor Herbut                                                                |
| 261               | 25 czerwca 2017      | Popek i P.A.F.F.                                                           |
| 262               | 2 lipca 2017         | Ewa Farna                                                                  |
| 263               | 9 lipca 2017         | Adam Jarczyński (część 1)                                                  |
| 264               | 16 lipca 2017        | Adam Jarczyński (część 2)                                                  |
| 265               | 23 lipca 2017        | Sarsa                                                                      |
| 266               | 30 lipca 2017        | Luc Besson                                                                 |
| 267               | 6 sierpnia 2017      | Robert Burneika                                                            |

### Seria szósta
| #            | Data premiery        | Gość                                  |
| ------------ | -------------------- | ------------------------------------- |
| SERIA SZÓSTA |                      |                                       |
| 268          | 17 września 2017     | Krzysztof Zalewski                    |
| 269          | 24 września 2017     | Tymon Tymański                        |
| 270          | 1 października 2017  | Stanisław Karpiel-Bułecka             |
| 271          | 8 października 2017  | Krystyna Krawczyk (odcinek specjalny) |
| 272          | 15 października 2017 | Paulina Przybysz                      |
| 273          | 22 października 2017 | Kamila Rowińska                       |
| 274          | 29 października 2017 | Mariusz Kędzierski                    |
| 275          | 5 listopada 2017     | Dorota Gardias                        |
| 276          | 12 listopada 2017    | Zuzanna Bijoch                        |
| 277          | 19 listopada 2017    | Ramona Rey                            |
| 278          | 26 listopada 2017    | Juno Temple i Justin Timberlake       |
| 279          | 3 grudnia 2017       | Woody Allen                           |
| 280          | 10 grudnia 2017      | Antoni Pawlicki                       |
| 281          | 17 grudnia 2017      | Marta Wierzbicka                      |
| 282          | 24 grudnia 2017      | Beata Pawlikowska (część 1)           |
| 283          | 31 grudnia 2017      | Beata Pawlikowska (część 2)           |
| 284          | 7 stycznia 2018      | Jerzy Owsiak                          |
| 285          | 14 stycznia 2018     | Jacek Fedorowicz                      |
| 286          | 21 stycznia 2018     | Anna Tyczyńska                        |
| 287          | 28 stycznia 2018     | Dagmara Skalska                       |
| 288          | 4 lutego 2018        | Marek Kamiński                        |
| 289          | 11 lutego 2018       | Leszek Cichy                          |
| 290          | 18 lutego 2018       | Remigiusz Mróz                        |
| 291          | 25 lutego 2018       | Mamed Khalidov                        |
| 292          | 4 marca 2018         | Gromee                                |
| 293          | 11 marca 2018        | Katarzyna Pawluś                      |
| 294          | 18 marca 2018        | Qczaj                                 |
| 295          | 25 marca 2018        | Łowcy.B                               |
| 296          | 1 kwietnia 2018      | Carsky                                |
| 297          | 8 kwietnia 2018      | Dorota Wójcik                         |
| 298          | 15 kwietnia 2018     | Rafał Sonik                           |
| 299          | 22 kwietnia 2018     | Maja Ostaszewska                      |
| 300          | 29 kwietnia 2018     | Martyna Wojciechowska (część 1)       |
| 301          | 6 maja 2018          | Martyna Wojciechowska (część 2)       |
| 302          | 13 maja 2018         | Adam Bielecki (część 1)               |
| 303          | 20 maja 2018         | Adam Bielecki (część 2)               |
| 304          | 27 maja 2018         | Krystyna Mazurówna                    |
| 305          | 3 czerwca 2018       | dr Marek Szczyt                       |
| 306          | 10 czerwca 2018      | Robert Gryn                           |
| 307          | 17 czerwca 2018      | Robert Rutkowski                      |
| 308          | 24 czerwca 2018      | Agnieszka Turowska                    |
| 309          | 1 lipca 2018         | Jacek Walkiewicz (część 1)            |
| 310          | 8 lipca 2018         | Jacek Walkiewicz (część 2)            |
| 311          | 5 sierpnia 2018      | Miłosz Brzeziński (część 1)           |
| 312          | 12 sierpnia 2018     | Miłosz Brzeziński (część 2)           |
| 313          | 19 sierpnia 2018     | Mandaryna                             |
| 314          | 26 sierpnia 2018     | Robert Karaś                          |
| 315          | 2 września 2018      | Arlena Witt                           |
| 316          | 9 września 2018      | Agnieszka Maciąg (część 1)            |
| 317          | 16 września 2018     | Agnieszka Maciąg (część 2)            |
| 318          | 23 września 2018     | Izabela Sopalska-Rybak                |
| 319          | 30 września 2018     | Bartosz Ostałowski                    |
| 320          | 7 października 2018  | Adam Alexander                        |
| 321          | 14 października 2018 | Georgina Tarasiuk                     |
| 322          | 21 października 2018 | Piotr Mudyn                           |
| 323          | 28 października 2018 | Chef Flynn                            |
| 324          | 4 listopada 2018     | Dr Ewa Kempisty-Jeznach               |
| 325          | 11 listopada 2018    | Jakub B. Bączek                       |
| 326          | 18 listopada 2018    | Paweł Durakiewicz                     |
| 327          | 25 listopada 2018    | Adam Alexander (część 1)              |
| 328          | 2 grudnia 2018       | Adam Alexander (część 2)              |
| 329          | 9 grudnia 2018       | Daniel Kasprowicz                     |
| 330          | 16 grudnia 2018      | Czesław Mozil                         |
| 331          | 20 stycznia 2019     | Andrzej Bargiel                       |
| 332          | 27 stycznia 2019     | Olga Szwajgier                        |
| 333          | 10 lutego 2019       | Jakub Mauricz                         |
| 334          | 24 lutego 2019       | Miłosz Brzeziński (część 1)           |
| 335          | 3 marca 2019         | Miłosz Brzeziński (część 2)           |
| 336          | 17 marca 2019        | Katarzyna Miller (część 1)            |
| 337          | 24 marca 2019        | Katarzyna Miller (część 2)            |
| 338          | 31 marca 2019        | Tomasz Michałowicz                    |

### Seria siódma
| #            | Data premiery        | Gość                    |
| ------------ | -------------------- | ----------------------- |
| SERIA SIÓDMA |                      |                         |
| 339          | 26 maja 2019         | Beata Jałocha           |
| 340          | 2 czerwca 2019       | Aneta Cybula            |
| 341          | 24 czerwca 2019      | Wojciech Eichelberger   |
| 342          | 14 lipca 2019        | Arkadius                |
| 343          | 18 sierpnia 2019     | Jakub Mauricz (część 1) |
| 344          | 25 sierpnia 2019     | Jakub Mauricz (część 2) |
| 345          | 8 września 2019      | Halszka Witkowska       |
| 346          | 29 września 2019     | Michał Kiciński         |
| 347          | 6 października 2019  | Wojciech Eichelberger   |
| 348          | 27 października 2019 | Agnieszka Wojciechowska |
| 349          | 15 grudnia 2019      | Ewa Liegman             |
| 350          | 19 stycznia 2020     | Robert Gryn             |
| 351          | 26 stycznia 2020     | Daryna                  |

### Seria ósma
| #          | Data premiery    | Gość                  |
| ---------- | ---------------- | --------------------- |
| SERIA ÓSMA |                  |                       |
| 352        | 8 marca 2020     | Patrycja Pruchnik     |
| 353        | 16 marca 2020    | Paweł Jan Mróz        |
| 354        | 22 marca 2020    | Łukasz Jakóbiak       |
| 355        | 12 kwietnia 2020 | Ewelina Stępnicka     |
| 356        | 19 kwietnia 2020 | Wojciech Eichelberger |
| 357        | 9 lipca 2020     | Beata Kampa           |
| 358        | 12 lipca 2020    | Patryk Rożniecki      |
| 359        | 22 sierpnia 2020 | Patrycja Pruchnik     |
| 360        | 27 sierpnia 2020 | ShataQS               |
| 361        | 30 sierpnia 2020 | Anna Jurksztowicz     |